# Mansische Sprache
Die mansische Sprache (моаньсь, moańś) (auch unter dem Exonym Wogulisch bekannt) ist eine von den Mansen im Nordwesten Sibiriens gesprochene, zum obugrischen Zweig der finno-ugrischen Sprachen gehörende Sprache und ist dem Chantischen am nächsten verwandt.
Im Autonomen Kreis der Chanten und Mansen ist Mansisch eine der offiziellen Sprachen, auch wenn es von unter einem Prozent seiner Bevölkerung gesprochen wird. Von den 12.300 Mansen gaben 2010 nur noch 940 an, Mansisch zu sprechen. Da die Sprache tendenziell nicht mehr an jüngere Generationen weitergereicht wird, ist sie stark vom Aussterben bedroht. Die Mansen erstrecken sich über ein flächenmäßig relativ großes Siedlungsgebiet, sodass das Mansische trotz der geringen Sprecheranzahl in mehrere Dialekte zerfällt, die in der Aussprache mitunter größere Unterschiede aufweisen.
Mansisch ist eine agglutinierende Sprache. Der Wortschatz des Mansischen ist zu ca. 30–40 % gemein-ugrischen Ursprungs. Zahlreiche Entlehnungen kommen aus dem Komi und dem Russischen. Seit 1937 wird für Mansisch das für die korrekte Lautwiedergabe des Mansischen ungünstige kyrillische Alphabet mit Zusatzzeichen verwendet.

## Dialekte
Mansisch hat vier Hauptdialekte, benannt nach den die Verbreitungsgebiete durchfließenden Flüssen:
- nördlicher (Soswa)-Dialekt; wird heute von der überwiegenden Zahl der Mansen gesprochen
- westlicher Dialekt; umfasst voneinander abweichende Subdialekte (Pelym, Wagily)
- östlicher (Konda)-Dialekt; mit unerheblichen Unterschieden
- südlicher (Tawda)-Dialekt; praktisch ausgestorben

## Grammatik
Da der nördliche Soswa-Dialekt nicht nur der heutzutage vordergründig gesprochene, sondern auch der linguistisch hauptsächlich erforschte ist, beschränkt sich die folgende Beschreibung der Grammatik auf eben jenen Dialekt.

### Nomen
Am Nomen werden Numerus, Kasus und Besitz markiert, wobei die Besitzmarkierung optional ist. Wie alle anderen finno-ugrischen Sprachen weist die mansische Sprache kein Genus auf; das natürliche Geschlecht wird entweder durch unterschiedliche Wörter (piɣ ‚Junge‘; āɣí ‚Mädchen‘) oder durch Komposition (sāli-ōjka ‚männliches Rentier‘) ausgedrückt. Die Markierung von (In-)Definitheit ist im Mansischen wie in vielen anderen uralischen Sprachen nicht obligatorisch. Oft wird die entsprechende Information über den Kontext bezogen. Linguistische Mittel zur expliziten Angabe der Definitheit sind a) die Verwendung von Demonstrativpronomen, b) der Gebrauch des Possessivsuffixes in der dritten Person und c) die Verwendung der Partikel ań für Definitheit und des Numerals akʷ ‚1‘ für Indefinitheit. Letztere Ausdrücke werden an mancher Stelle als definiter bzw. indefiniter Artikel interpretiert, dies ist jedoch umstritten.

#### Numerus
Bei der Numerusflexion wird in Singular, Dual und Plural unterschieden. Das Suffix von Dual und Plural variiert abhängig von der Stammendung; der Singular ist unmarkiert:
| Stammendung | Singular | Dual    | Plural  | Übersetzung  |
| ----------- | -------- | ------- | ------- | ------------ |
| Vokal (a/e) | pōra     | pōra-ɣ  | pōra-t  | ‚Floß‘       |
| Vokal (i)   | aɣi      | aɣi-jiɣ | aɣi-t   | ‚Mädchen‘    |
| Konsonant   | mōjt     | mōjt-iɣ | mōjt-ət | ‚Geschichte‘ |

Besonders beim Numerusgebrauch im Mansischen ist, dass für Objekte, die normalerweise paarweise auftreten, der Singular verwendet wird (z. B. sam ‚Augen‘). Handelt es sich tatsächlich nur um einen Bestandteil des Paares, wird das Morphem pāl ‚halb‘ hinzugefügt (sampal ‚Auge‘). Dieselbe Konstruktion im Ungarischen: fél szem (fél ‚halb‘, szem ‚Auge‘; also „einäugig“).
Durch die Verwendung des Duals hingegen kann eine bestimmte Bindung zwischen zwei Personen oder Objekten ausgedrückt werden. Ēkʷaɣ ōjkaɣ bedeutet somit nicht wörtlich ‚zwei Frauen und zwei Männer‘, sondern ‚eine Frau und ein Mann‘ → ‚ein verheiratetes Paar‘.

#### Kasus
Das Mansische verfügt über sechs Kasus (Nominativ, Lativ, Lokativ, Ablativ, Instrumental und Translativ). Wie im Ungarischen (vgl. Ungarische Grammatik § Besitzangaben) wird der aus der uralischen Grundsprache ererbte Genitiv nicht fortgesetzt, sondern durch eine Konstruktion mit Possessivsuffixen ausgedrückt.
Das Kasussuffix wird stets dem Numerussuffix angefügt und variiert ebenfalls in Abhängigkeit vom Kontext, in dem er steht:
| Kasus        | Suffix      | Suffix                                                         | Hauptfunktionen |
| Kasus        | Hauptsuffix | Variation                                                      | Hauptfunktionen |
| ------------ | ----------- | -------------------------------------------------------------- | --- |
| Nominativ    | ∅           | ∅                                                              | – Subjekt – nominales Prädikat – direktes Objekt (Akkusativ) – possessives Attribut (vgl. Genitiv)                                                                                       |
| Lativ        | -n          | -ən (nach Konsonantenclustern)                                 | – lokale Funktion: zeigt an, dass etwas in die Richtung von etwas zusteuert: kol-n (‚Haus‘-LAT; ‚ins Haus/auf das Haus/zu dem Haus‘) – markiert den Empfänger des Gegebenen (vgl. Dativ) |
| Lokativ      | -t          | -ət (nach Konsonantenclustern)                                 | – lokale Funktion: zeigt die Position an, an dem sich das Subjekt/Objekt befindet: kol-t (‚Haus‘-LOC; ‚im Haus, auf dem Haus, am Haus‘)                                                  |
| Ablativ      | -nəl        |                                                                | – lokale Funktion: zeigt an, dass etwas aus der Richtung von etwas wegsteuert: kol-nəl (‚Haus‘-ABL; ‚von dem Haus, aus dem Haus heraus, weg vom Haus‘)                                   |
| Instrumental | -l          | -əl (nach Konsonanten) -təl (nach Dual- und Possessivsuffixen) | – drückt aus, womit eine Handlung vollzogen wird |
| Translativ   | -ɣ          | -iɣ (nach Konsonanten)                                         | – bringt das Ergebnis einer Zustandsänderung zum Ausdruck – drückt einen Zustand aus (vgl. Essiv)                                                                                        |

#### Besitz
Um Besitz auszudrücken, verwendet das Mansische wie die meisten finno-ugrischen Sprachen keine Possessivpronomen, sondern Possessivsuffixe. Diese geben sowohl Aufschluss über den Besitzer (Person, Numerus) als auch über das Besessene (Numerus).
Zu beachten ist, dass es besonders im Vokalismus viel Variation in den Suffixformen gibt; die folgende Tabelle stellt also kein striktes Paradigma dar.
| Besitz   | Besitz   | Singular   | Dual           | Plural             |
| Besitzer | Besitzer | Singular   | Dual           | Plural             |
| -------- | -------- | ---------- | -------------- | ------------------ |
| SG       | 1.       | -m -əm     | -ɣəm -aɣəm     | -nəm -anəm         |
| SG       | 2.       | -n -ən     | -ɣən -aɣən     | -n(ən) -an(ən)     |
| SG       | 3.       | -te -e     | -ɣe -aɣe       | -ne -ane           |
| DU       | 1.       | -men       | -ɣamen -aɣamen | -namen -anamen     |
| DU       | 2.       | -n -en     | -ɣen -aɣen     | -nen -anen         |
| DU       | 3.       | -ten -en   | -ɣen -aɣen     | -nen -anen         |
| PL       | 1.       | -w -uw     | -ɣuw - aɣuw    | -nuw - anuw        |
| PL       | 2.       | -n -en     | -ɣen -aɣen     | -nen -anen         |
| PL       | 3.       | -nəl -anəl | -ɣanəl -aɣanəl | -n(an)əl -an(an)əl |

An die Possessivsuffixe können Kasussuffixe angefügt werden.
Darüber hinaus ist es im Mansischen verbreitet, das entsprechende Personalpronomen vor das Possessivsuffix tragende Nomen zu stellen. Dadurch können durch Synkretismen entstandene Mehrdeutigkeiten disambiguiert werden.

#### Pronominalsystem
Die mansische Sprache weist ein vielfältiges Pronominalsystem auf. Personalpronomen werden in einfach, emphatisch, reflexiv und solitär unterschieden. Darüber hinaus werden Demonstrativpronomen, Interrogativpronomen, Indefinitpronomen, Negativpronomen (entsprechen z. B. dem deutschen ‚niemand‘, ‚nichts‘) und allgemeine Pronomen (z. B. ‚alle‘, ‚jeder‘) verwendet.
Einfache Personalpronomen flektieren nach Person und Numerus und treten in fünf Fällen auf: Nominativ, Akkusativ, Dativ, Ablativ und Komitativ. Anders als bei den Nomen wird bei den Personalpronomen der Akkusativ für das direkte Objekt verwendet, das Dativsuffix entspricht dem Lativsuffix der nominalen Deklination, während das für den Komitativ verwendete Suffix identisch mit dem Suffix des Instrumentals in der nominalen Deklination ist.
|           | Singular  | Singular  | Singular  | Dual      | Dual      | Dual      | Plural    | Plural    | Plural     |
| 1. Person | 2. Person | 3. Person | 1. Person | 2. Person | 3. Person | 1. Person | 2. Person | 3. Person |            |
| --------- | --------- | --------- | --------- | --------- | --------- | --------- | --------- | --------- | ---------- |
| Nominativ | am        | naη       | taw       | mēn       | nēn       | tēn       | mān       | nān       | tān        |
| Akkusativ | ānəm      | naηən     | tawe      | mēnmen    | nēnan     | tēnten    | mānaw     | nānan     | tānanəl    |
| Dativ     | ānəmn     | naηənn    | tawen     | mēnmenn   | nēnann    | tēntenn   | mānawn    | nānann    | tānanəln   |
| Ablativ   | ānəmnəl   | naηənnəl  | tawenəl   | mēnmennəl | nēnannəl  | tēntennəl | mānawnəl  | nānannəl  | tānanəlnəl |
| Komitativ | ānəmtəl   | naηəntəl  | tawetəl   | mēnmentəl | nēnantəl  | tēntentəl | mānawtəl  | nānantəl  | tānanəltəl |

Das Mansische ist eine Pro-Drop-Sprache. Die Verwendung von einfachen Personalpronomen ist demnach nicht obligatorisch, da die Informationen über das Subjekt bereits im Verb kodiert sind.
Emphatische Personalpronomen werden einzig im Nominativ verwendet und werden durch die Suffigierung von -ki an das einfache Personalpronomen gebildet.
Reflexivpronomen werden im Mansischen in allen pronominalen Fällen außer dem Nominativ verwendet. Sie werden durch die Aneinanderfügung des emphatischen Personalpronomens, -na und dem entsprechenden Possessivsuffix gebildet, z. B. 1. Person Singular Akkusativ: am-ki-na-m.
Solitäre Personalpronomen betonen das Alleinsein der Person(en). Wie auch die emphatischen Personalpronomen stehen sie ausschließlich im Nominativ. Sie werden gebildet, indem dem einfachen Personalpronomen ein -kk bzw. -kke angefügt wird sowie darauf folgend das Possessivsuffix.

### Verben
Verben im Mansischen flektieren nach Person, Numerus (Singular, Dual, Plural), Tempus (Präsens, Präteritum), Modus (Indikativ, Imperativ, Konditional-Optativ, Narrativ) und Diathese. Dabei unterscheiden sich die Konjugationen abhängig davon, ob der Satz ein bestimmtes Objekt aufweist (bestimmte Konjugation) oder es kein Objekt bzw. ein unbestimmtes Objekt gibt (unbestimmte Konjugation).
Die Affixfolge bei der Bildung der Verben ist: Verbstamm – (Infinitiv) – (Modus) – (Passiv-Markierung) – Tempus – Personalsuffix.
Die finiten Verben der mansischen Sprache kongruieren in Person und Numerus mit dem Subjekt. In der bestimmten Konjugation ist darüber hinaus eine Numerus-Kongruenz zwischen Verb und direktem Objekt zu finden.

#### Tempus
Im Mansischen werden Präsens und Präteritum overt markiert, während die Zeitform Futur als solche nicht existiert. Wie in den meisten finno-ugrischen Sprachen können durch das Präsens zukünftige Handlungen ausgedrückt werden. Die Futurlesart des Präsens kann über den Kontext oder durch Zeitadverbiale wie ‚morgen‘ oder ‚später‘ erschlossen werden. Außerdem kann Futur durch die Verwendung des Infinitivs mit dem Hilfsverb pat- ‚fallen, beginnen‘ zum Ausdruck gebracht werden.
- Präsens mit bestimmter Konjugation: Verbstamm – Präsensmarkierung der bestimmten Konjugation – Personalsuffix

In der bestimmten Konjugation gibt das Verb zusätzlich Aufschluss über den Numerus des bestimmten Objekts. Außerdem wird der Bindevokal -i- zwischen Verbstamm und Suffix(en) eingefügt.
| Objekt  | Objekt  | Singular        | Dual              | Plural              |
| Subjekt | Subjekt | Singular        | Dual              | Plural              |
| ------- | ------- | --------------- | ----------------- | ------------------- |
| SG      | 1.      | χańiśt-i-lə-m   | χańiśt-i-jaɣə-m   | χańiśt-i-janə-m     |
| SG      | 2.      | χańiśt-i-lə-n   | χańiśt-i-jaɣə-n   | χańiśt-i-jan(ən)    |
| SG      | 3.      | χańiśt-i-te-Ø   | χańiśt-i-jaɣe-Ø   | χańiśt-i-jane-Ø     |
| DU      | 1.      | χańiśt-i-la-men | χańiśt-i-jaɣ-men  | χańiśt-i-jan-men    |
| DU      | 2.      | χańiśt-i-lə-n   | χańiśt-i-jaɣə-n   | χańiśt-i-jan(ən)    |
| DU      | 3.      | χańiśt-i-te-n   | χańiśt-i-jaɣe-n   | χańiśt-i-jane-n     |
| PL      | 1.      | χańiśt-i-lu-w   | χańiśt-i-jaɣ-uw   | χańiśt-i-jan-uw     |
| PL      | 2.      | χańiśt-i-lən    | χańiśt-i-jaɣə-n   | χańiśt-i-jan(ən)    |
| PL      | 3.      | χańiśt-ij-anəl  | χańiśt-i-jaɣ-anəl | χańiśt-i-jan-(an)əl |

- Präteritum mit unbestimmter Konjugation: Verbstamm – Präteritummarkierung der unbestimmten Konjugation – Personalsuffix

Die Präteritummarkierung -s geht dem Personalsuffix des Präsens (ggf. mit einem Bindevokal) voran:
|           | Singular   | Dual       | Plural   |
| --------- | ---------- | ---------- | -------- |
| 1. Person | min-sə-m   | min-sə-men | min-su-w |
| 2. Person | min-sə-n   | min-sə-n   | min-sə-n |
| 3. Person | min-(ə)s-Ø | min-si-ɣ   | min-sə-t |

- Präteritum mit bestimmter Konjugation: Verbstamm – Präteritummarkierung der bestimmten Konjugation – Personalsuffix

Abgesehen von der Verwendung des Präteritumsmarkers -s sowie dem Bindevokal -a- entspricht die Konjugation des Präteritums mit bestimmter Konjugation der des Präsens mit bestimmter Konjugation:
| Objekt    | Singular       | Dual            | Plural          |
| Subjekt   | Singular       | Dual            | Plural          |
| --------- | -------------- | --------------- | --------------- |
| 1. Person | χańiśt-a-slə-m | χańiśt-a-saɣə-m | χańiśt-a-sanə-m |

#### Modus
Im Mansischen werden folgende Modi verwendet: Indikativ, Imperativ, Konditional-Optativ sowie Narrativ.
Der Imperativ wird durch den Marker der 2. Person gebildet, der direkt dem Verbstamm angefügt wird, z. B. min-en ‚geh‘. Um Imperative für Personen auszudrücken, die nicht der 2. Person entsprechen, wird die Partikel wos mit der entsprechenden Personalendung verwendet, z. B. wos mini ‚möge sie gehen‘.
Der Konditional-Optativ wird durch das Suffix -nuw gekennzeichnet, der direkt dem Verbstamm folgt (und ggf. durch einen Bindevokal mit diesem verbunden wird), z. B. ōl-nuw-ə-m ‚ich würde leben‘.

#### Diathese
Während das Aktiv unmarkiert ist, wird die im Mansischen sehr gebräuchliche Passivform durch das Suffix -we gekennzeichnet. Eine Besonderheit dabei ist, dass sowohl intransitive als auch transitive Verben im Passiv verwendet werden können. Da die im Passiv stehende Person als Objekt betrachtet werden kann, wird im Passiv nicht zwischen bestimmter und unbestimmter Konjugation unterschieden.
- Passiv Präsens

Der Passivmarker -we wird dem Verbstamm mit dem Bindevokal -a- angehängt und von den entsprechenden Personalsuffixen gefolgt, z. B. mit wār ‚machen, tun‘ in 1. Pers. Sg: wār-a-wem.
- Passiv Präteritum

Im Präteritum wird der Passivmarker -we vom Präteritummarker -s sowie dem Personalsuffix gefolgt. Der Bindevokal -a- wird nur zur Vermeidung von Konsonantenclustern verwendet. Beispiel wār ‚machen, tun‘ in 1. Pers. Sg: wār-we-s-əm.

#### Nicht-finite Verbformen

##### Infinitive
Die Infinitivform wird mit der Endung -ηkʷe gebildet und direkt an den Verbstamm gehängt. Die Silbenanzahl des Stamms bestimmt dabei, welcher Bindevokal eingefügt wird: Ist die Anzahl ungerade, wird -u- zwischen Stamm und Infinitiv eingefügt: lāw- ‚sagen‘ →  lāw-u-ηkʷe. Besteht der Stamm aus einer geraden Silbenanzahl, wird der Bindevokal -a- verwendet: aliśl- ‚jagen‘ → aliśl-a-ηkʷe.
Der Infinitiv kann mit vielen finiten Verben verwendet werden. Wie bereits erwähnt erreicht der gemeinsame Gebrauch mit pat- ‚fallen, beginnen‘ eine Futurlesart. Darüber hinaus kann der Infinitiv mit Verben auftreten, die einen Willen, Gedanken (vgl. 1), Wunsch oder eine Fähigkeit oder auch eine Bewegung (vgl. 2) ausdrücken:
1) kol ūnttuηkʷe nomsi
‚Haus-NOM bauen-INF nachdenken-PRÄS.3.SG‘
Er denkt darüber nach ein Haus zu bauen.
2) mis tittuηkʷe kʷāls
‚Kuh-NOM füttern-INF gehen-PRÄT.3.SG‘
Er ging die Kuh füttern.

##### Partizipien
In der mansischen Sprache gibt es verschiedene Partizipien, die sich teilweise kaum noch im heutigen Sprachgebrauch befinden, teilweise aber auch häufig noch Verwendung finden. Sie erfüllen verschiedene Funktionen; so können sie beispielsweise attributiv verwendet werden, Adverbiale ausdrücken, Adjektive aus Nomen oder Verben bilden oder zum Ausdruck bringen, dass das Subjekt (auditiv, visuell o. ä.) wahrgenommen wird.

##### Gerundium
Gerundien finden im Mansischen als Prädikat oder als Adverbial der Art und Weise (vgl. 3) bzw. des Zustands Verwendung.
3) ōjka χoχsa χart-im ūnli
‚alter=Mann-NOM Pfeife-NOM rauchen-GER sitzen-PRES.3.SG‘
Der alte Mann sitzt eine Pfeife rauchend.

### Einfache Sätze

#### Wortstellung
Wie in den meisten agglutinierenden Sprachen ist im Mansischen die SOV-Stellung die grundlegende. Dabei treten Adverbiale entweder satzinitial oder zwischen Subjekt und finitem Verb auf. Um jedoch eine bestimmte Konstituente besonders zu betonen, kann von der SOV-Stellung abgewichen werden. So kann beispielsweise das finite Verb auch zu Beginn des Satzes verwendet werden oder das Adverbial in satzfinaler Position stehen.
Deklarativsätze und Interrogativsätze weichen in ihrer Wortstellung nicht stark voneinander ab.
Auf Phrasenebene geht das eigenschaftsverleihende Element dem eigenschaftstragenden Element weitestgehend voran. Folglich werden Attribute wie Adjektiv, Pronomen und Numeral vor dem Nomen genannt und Vollverben treten vor Auxiliaren auf.

#### Negation
Um Negation auszudrücken, werden im Mansischen die Partikeln at ‚nicht‘ und āt'i ‚kein‘ verwendet.

## Zahlen
| #    | Mansisch             | Ungarisch |
| 1    | аква (akʷa)          | egy       |
| 2    | китыг (kitiɣ)        | kettő     |
| 3    | хурум (xuːrəm)       | három     |
| 4    | нила (ɲila)          | négy      |
| 5    | ат (at)              | öt        |
| 6    | хот (xoːt)           | hat       |
| 7    | сат (saːt)           | hét       |
| 8    | нёллов (ɲololow)     | nyolc     |
| 9    | онтэллов (ontolow)   | kilenc    |
| 10   | лов (low)            | tíz       |
| 20   | хус (xus)            | húsz      |
| 100  | сат (saːt/janiɣsaːt) | száz      |
| 1000 | сотэр (soːtər)       | ezer      |

Die Zahlen 1 und 2 haben auch attributive Formen: акв (1) und кит (2); (vgl. auch mit ungarisch  két, und altungarisch kit).

## Vergleich mit dem Ungarischen
| Mansisch                                  | Ungarisch                                 | Deutsch                                                                        |
| ----------------------------------------- | ----------------------------------------- | ------------------------------------------------------------------------------ |
| Hurem né vituel huligel husz hul pugi.    | Három nő a vízből hálóval húsz halat fog. | Drei Frauen fangen mit einem Netz zwanzig Fische aus dem Wasser.               |
| Huremszáthusz hulachszäm ampem viten äli. | Háromszázhúsz hollószemű ebem vízen él.   | Dreihundertzwanzig meiner Hunde mit rabenschwarzen Augen leben auf dem Wasser. |
| Pegte lau lasinen manl tou szilna.        | Fekete ló lassan megy a tó szélén.        | Ein schwarzes Pferd läuft langsam am Seeufer.                                  |

## Mansischsprachige Literatur
Der bekannteste Autor, der seine Werke in mansischer Sprache verfasst, war Juwan Schestalow. Die allermeisten seiner Werke sind jedoch in russischer Sprache geschrieben.

## Forscher der mansischen Sprache
Ungarische und finnische Wissenschaftler, die sprachwissenschaftliche Reisen im mansischen Sprachraum unternahmen, waren vor allem Antal Reguly, August Ahlqvist, Bernát Munkácsi und Artturi Kannisto.